# NGC 1084
NGC 1084 est une galaxie spirale située dans la constellation de l'Éridan. NGC 1084 a été découverte par l'astronome germano-britannique William Herschel en 1785.

## Caractéristiques

### Distance
Sa vitesse par rapport au fond diffus cosmologique est de 1 200 ± 15 km/s, ce qui correspond à une distance de Hubble de 17,7 ± 1,3 Mpc (∼57,7 millions d'al). 
À ce jour, 26 mesures non basées sur le décalage vers le rouge (redshift) donnent une distance de 19,096 ± 4,574 Mpc (∼62,3 millions d'al), ce qui est à l'intérieur des valeurs de la distance de Hubble.

### Luminosité dans l'infrarouge
La luminosité de NGC 1084 dans l'infrarouge lointain (de 40 à 400 µm)  est égale à 2,63 × 1010 {\displaystyle L_{\odot }} (1010,42{\displaystyle L_{\odot }}) et sa luminosité totale dans l'infrarouge (de 8 à 1 000 µm) est de 3,47 × 1010 {\displaystyle L_{\odot }} (1010,54{\displaystyle L_{\odot }}).

## Morphologie

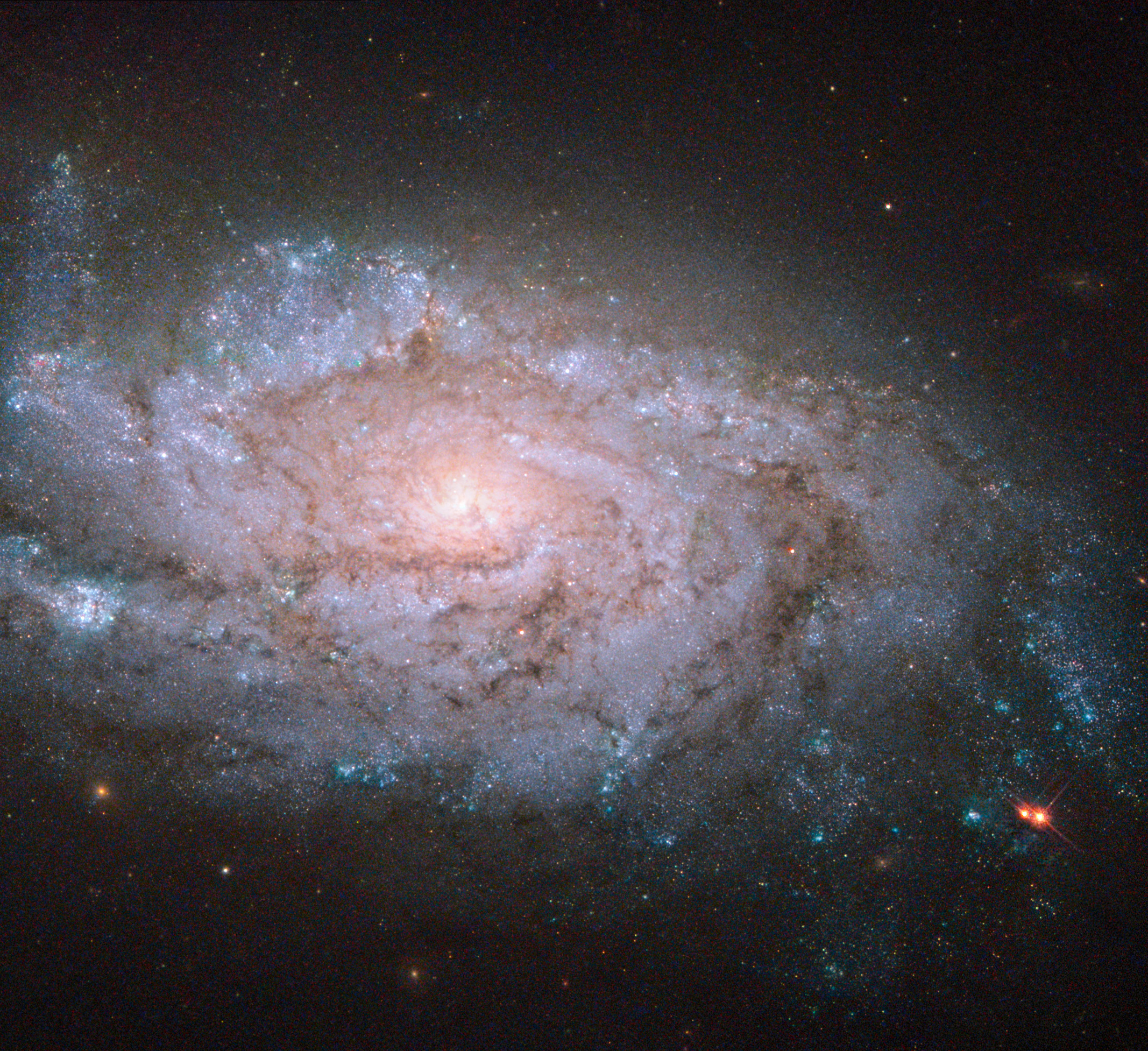
NGC 1084 par le télescope spatial Hubble.

NGC 1084 a été utilisée par Gérard de Vaucouleurs comme une galaxie de type morphologique SA(s)c dans son atlas des galaxies,.
Eskridge, Frogel et Pogge ont publié un article en 2002 décrivant la morphologie de 205 galaxies spirales ou lenticulaires rapprochées. Les observations ont été réalisées dans la bande H de l'infrarouge et dans la bande B (le bleu). Selon Eskridge et ses collègues, NGC 1084 est de type  Sbc dans la bande B et  Sb dans la bande H. Son noyau est une source ponctuelle très brillance. Le bulbe de NGC 1084 est allongé le long du grand axe du disque. Il n'y aucun signes de barre. C'est une spirale à plusieurs bras qui ne sont pas très bien définis. Des nœuds brillants de formation d'étoiles se trouvent à l'extérieur des bras qui s'enroulent sur environ 180 degrés avant de disparaître.

## Supernova
Cinq supernovas ont été découvertes dans NGC 1084 : SN 1963P, SN 1996an, SN 1998dl, SN 2009H et SN 2012ez.

### SN 1963P
Cette supernova a été découverte le 18 septembre 1963 par l'astronome suisse Paul Wild de l'université de Berne. Cette supernova était de type Ia.

### SN 1966an
Cette supernova a été découverte le 27 juillet 1966 par l'astronome amateur japonais Masakatsu Aoki. Cette supernova était de type II.

### SN 1998dl
Cette supernova a été découverte le 20 août 1998 par J. Y. King, M. Modjaz, T. Shefler, E. Halderson, W. D. Li,
R. R. Treffers et A. V. Filippenko de l'université de Californie à Berkeley dans le cadre du programme LOSS (Lick Observatory Supernova Search) de l'observatoire Lick. Cette supernova était de type II. 

### SN 2009H
Cette supernova a été découverte le 3 janvier 2009 par W. Li, S. B. Cenko et A. V. Filippenko de l'université de Californie à Berkeley dans le cadre du programme LOSS (Lick Observatory Supernova Search) de l'observatoire Lick. Cette supernova était de type II.

### SN 2012ec
Cette supernova a été découverte le 11 août 2012 par l'astronome amateur sud africain Berto Monard. Cette supernova était de type IIP.

## Groupe de NGC 1084
NGC 1084 appartient au groupe de NGC 1084 qui compte au moins 14 galaxies dont les galaxies du catalogue NGC suivantes : NGC 988, NGC 991, NGC 1022, NGC 1035, NGC 1042, NGC 1047, NGC 1051 (=NGC 961), NGC 1052, NGC 1084, NGC 1110, et NGC 1140. Toutes ces galaxies, sauf NGC 1047 et NGC 1140, sont aussi mentionnées dans une liste publiée sur le site « Un Atlas de L'Univers » de Richard Powell. Powell emploie toutefois le nom de groupe de NGC 1052.